# James Oscarson
James Oscarson (Ogden (Utah), 1957) is een Amerikaans politicus van de Republikeinse Partij en sinds 2013 afgevaardigde van het 36e district in de Nevada State Assembly.

## Biografie
Oscarson werd geboren in Ogden in Utah en ging naar de Community College of Southern Nevada. In 1979 verhuisde hijn met zijn vrouw en kinderen naar de staat Nevada. Oscarson werkte in de gezondheidszorg als verpleger en heeft bij onder andere Managed Care Consultants en Humana gewerkt. Tegenwoordig is hij naast politicus directeur van gemeenschapsbetrekkingen van het Desert View Hospital in Pahrump.
In 2012 stelde Oscarson zich kandidaat voor afgevaardigde van het 36e district in de Nevada State Assembly en won tijdens de verkiezingen in november met ruim 14.500 stemmen (64%). Oscarson stelde zich voor de volgende verkiezingen in november 2014 nogmaals kandidaat voor dezelfde positie. Hij was de enige kandidaat en behaalde bijna 13.650 stemmen (100%). Oscarson zit bij de Nevada State Assembly in drie comités: hij is voorzitter van Assembly Health and Human Services en lid van Assembly Natural Resources, Agriculture, and Mining en Assembly Ways and Means.

## Privéleven
Oscarson is getrouwd en heeft drie kinderen.